# Bundesratswahl 1947
Am 11. Dezember 1947 fanden in der Schweiz die Gesamterneuerungswahlen des Bundesrates statt. Die beiden Kammern des neu gewählten Parlaments, die Vereinigte Bundesversammlung, wählten die Schweizer Regierung, den Bundesrat, für die von 1948 bis 1951 dauernde Amtszeit. Die Sitze wurden einzeln in der Reihenfolge des Amtsalters der Sitzinhaber bestellt. Nach dem Rücktritt von Bundesrat Walther Stampfli (FDP) kam es zu einer Ersatzwahl.

## Wahlen

### Erste Wahl (Sitz von Philipp Etter, SKVP)

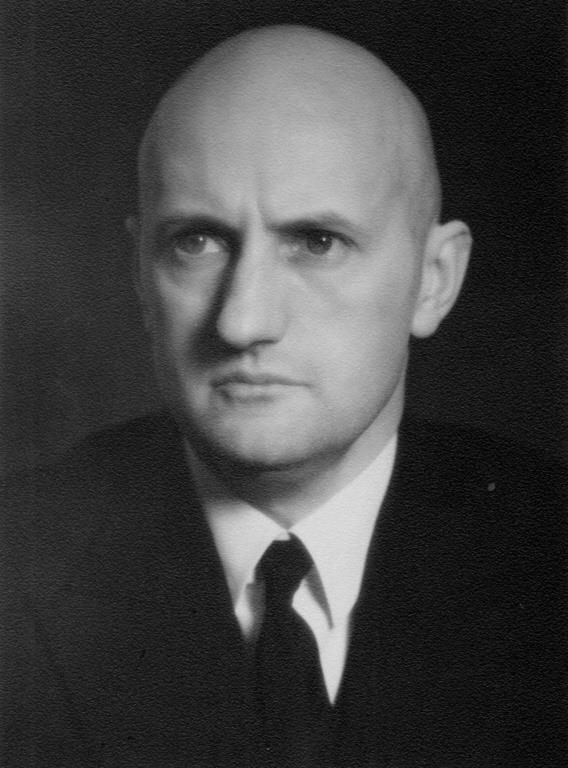
Philipp Etter (ca. 1930)

Philipp Etter (SKVP) wurde am 22. März 1934 in den Bundesrat gewählt. Er war von 1934 bis 1959 Vorsteher des Departements des Innern.
|                         | 1. Wahlgang |
| ----------------------- | ----------- |
| ausgeteilte Wahlzettel  | 237         |
| eingegangene Wahlzettel | 237         |
| leer/ungültig           | 52/1        |
| gültig Total            | 184         |
| absolutes Mehr          | 93          |
| Philipp Etter           | 167         |
| Ernst Nobs              | 5           |
| Gustav Wenk             | 5           |
| Verschiedene            | 7           |

### Zweite Wahl (Sitz von Enrico Celio, SKVP)

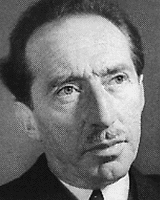
Enrico Celio

Enrico Celio (SKVP) wurde am 22. Februar 1940 in den Bundesrat gewählt. Er war von 1940 bis 1950 Vorsteher des Post- und Eisenbahndepartements.
|                         | 1. Wahlgang |
| ----------------------- | ----------- |
| ausgeteilte Wahlzettel  | 233         |
| eingegangene Wahlzettel | 233         |
| leer/ungültig           | 44/0        |
| gültig Total            | 189         |
| absolutes Mehr          | 95          |
| Enrico Celio            | 177         |
| Verschiedene            | 12          |

### Dritte Wahl (Sitz von Eduard von Steiger, BGB)

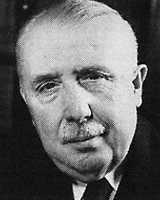
Eduard von Steiger

Eduard von Steiger (BGB) wurde am 10. Dezember 1940 zum Bundesrat gewählt. Bundesrat von Steiger war von 1941 bis 1951 Vorsteher des Justiz- und Polizeidepartements.
|                         | 1. Wahlgang |
| ----------------------- | ----------- |
| ausgeteilte Wahlzettel  | 237         |
| eingegangene Wahlzettel | 236         |
| leer/ungültig           | 37/0        |
| gültig Total            | 199         |
| absolutes Mehr          | 100         |
| Eduard von Steiger      | 186         |
| Verschiedene            | 13          |

### Vierte Wahl (Sitz von Karl Kobelt, FDP)

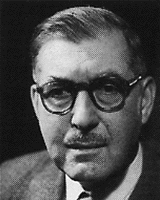
Karl Kobelt

Karl Kobelt (FDP) wurde am 10. Dezember 1940 zum Bundesrat gewählt. Kobelt war von 1941 bis 1954 Vorsteher des Militärdepartements.
|                         | 1. Wahlgang |
| ----------------------- | ----------- |
| ausgeteilte Wahlzettel  | 234         |
| eingegangene Wahlzettel | 231         |
| leer/ungültig           | 52/0        |
| gültig Total            | 179         |
| absolutes Mehr          | 90          |
| Karl Kobelt             | 155         |
| Eugen Bircher           | 8           |
| Verschiedene            | 16          |

### Fünfte Wahl (Sitz von Ernst Nobs, SP)

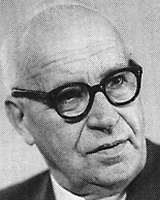
Ernst Nobs

Ernst Nobs (SP) wurde am 15. Dezember 1943 in den Bundesrat gewählt. Bundesrat Nobs war von 1944 bis 1951 Vorsteher des Finanz- und Zolldepartements.
|                         | 1. Wahlgang |
| ----------------------- | ----------- |
| ausgeteilte Wahlzettel  | 235         |
| eingegangene Wahlzettel | 235         |
| leer/ungültig           | 73/1        |
| gültig Total            | 161         |
| absolutes Mehr          | 81          |
| Ernst Nobs              | 137         |
| Gustav Wenk             | 7           |
| Verschiedene            | 17          |

### Sechste Wahl (Sitz von Max Petitpierre, FDP)

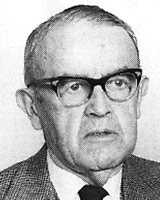
Max Petitpierre

Max Petitpierre (FDP) wurde am 14. Dezember 1944 zum Bundesrat gewählt. Petitpierre war von 1945 bis 1961 Vorsteher des Politischen Departements.
|                         | 1. Wahlgang |
| ----------------------- | ----------- |
| ausgeteilte Wahlzettel  | 235         |
| eingegangene Wahlzettel | 234         |
| leer/ungültig           | 28/0        |
| gültig Total            | 206         |
| absolutes Mehr          | 104         |
| Max Petitpierre         | 201         |
| Verschiedene            | 5           |

## Detailergebnisse der Ersatzwahl für Walther Stampfli, FDP

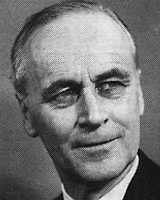
Rodolphe Rubattel

Rodolphe Rubattel (FDP) aus der Waadt war Kandidat der FDP, der SKVP, der BGB und der LPS. Die Sozialdemokraten schickten Nationalrat Gustav Wenk aus Basel ins Rennen. Der freisinnige Nationalrat Ernst Speiser aus Basel erhielt die drittmeisten Stimmen. Rubattel wurde bereits im 1. Wahlgang gewählt. Er war dann von 1948 bis 1954 Vorsteher des Volkswirtschaftsdepartements.
|                         | 1. Wahlgang |
| ----------------------- | ----------- |
| ausgeteilte Wahlzettel  | 235         |
| eingegangene Wahlzettel | 235         |
| leer/ungültig           | 5/0         |
| gültig Total            | 230         |
| absolutes Mehr          | 116         |
| Rodolphe Rubattel       | 138         |
| Gustav Wenk             | 62          |
| Ernst Speiser           | 21          |
| Verschiedene            | 9           |

## Wahl des Bundeskanzlers

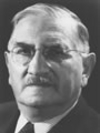
Oskar Leimgruber

Der amtierende Bundeskanzler Oskar Leimgruber (SKVP) stellte sich zur Wiederwahl. Seine Gegenkandidaten, Vizekanzler Charles Oser (FDP) und Nationalrat Paul Meierhans (SP), unterlagen deutlich. Weitere Stimmen gingen an die sozialdemokratischen Nationalräte Max Weber und Karl Geissbühler.
|                         | 1. Wahlgang |
| ----------------------- | ----------- |
| ausgeteilte Wahlzettel  | 209         |
| eingegangene Wahlzettel | 207         |
| leer/ungültig           | 48/3        |
| gültig Total            | 156         |
| absolutes Mehr          | 79          |
| Oskar Leimgruber        | 100         |
| Charles Oser            | 24          |
| Paul Meierhans          | 19          |
| Max Weber               | 6           |
| Karl Geissbühler        | 5           |
| Verschiedene            | 2           |

## Wahl des Bundespräsidenten
Enrico Celio (SKVP) wurde mit 172 Stimmen zum Bundespräsidenten für das Jahr 1948 gewählt.
|                         | 1. Wahlgang |
| ----------------------- | ----------- |
| ausgeteilte Wahlzettel  | 231         |
| eingegangene Wahlzettel | 229         |
| leer/ungültig           | 44/0        |
| gültig Total            | 185         |
| absolutes Mehr          | 93          |
| Enrico Celio            | 172         |
| Verschiedene            | 13          |

## Wahl des Vizepräsidenten
Ernst Nobs (SP) wurde mit 187 Stimmen zum Vizepräsidenten gewählt.
|                         | 1. Wahlgang |
| ----------------------- | ----------- |
| ausgeteilte Wahlzettel  | 227         |
| eingegangene Wahlzettel | 217         |
| leer/ungültig           | 25/1        |
| gültig Total            | 191         |
| absolutes Mehr          | 96          |
| Ernst Nobs              | 187         |
| Verschiedene            | 4           |